# Miftah Muhammad Kuaiba
Miftah Muhammad Kuaiba (arabiska: مفتاح محمد كعيبة, Miftāḥ Muḥammad Kuʿaiba) är en libysk politiker. Han var Libyens statschef mellan 2009 och 2010. Han hade tidigare tjänstgjort som justitieminister.